# Desa Karanganyar (administrativ by i Indonesien, Jawa Tengah, lat -7,89, long 110,02)
Desa Karanganyar är en administrativ by i Indonesien.   Den ligger i provinsen Jawa Tengah, i den västra delen av landet, 400 km sydost om huvudstaden Jakarta.